# Ossobuco

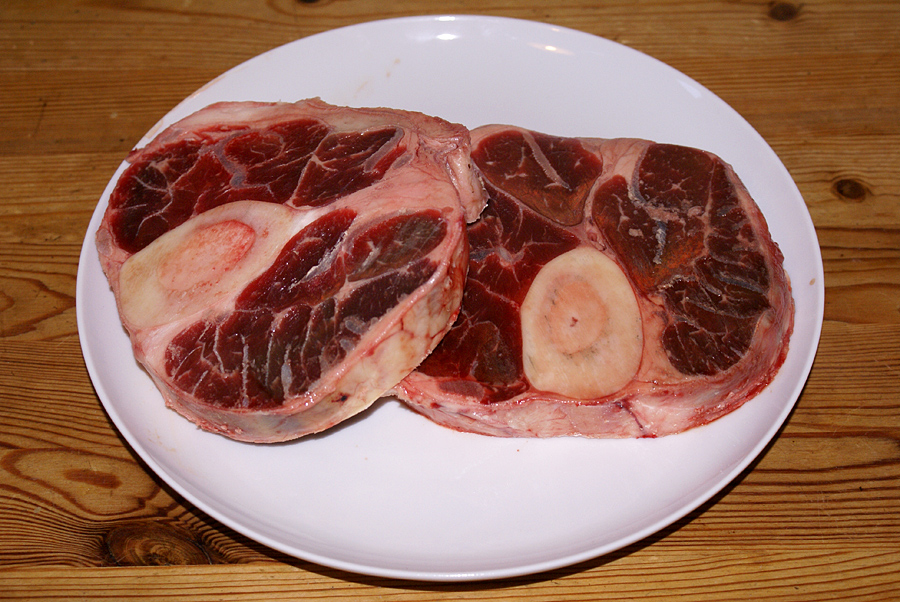
Ossobuco de vedella

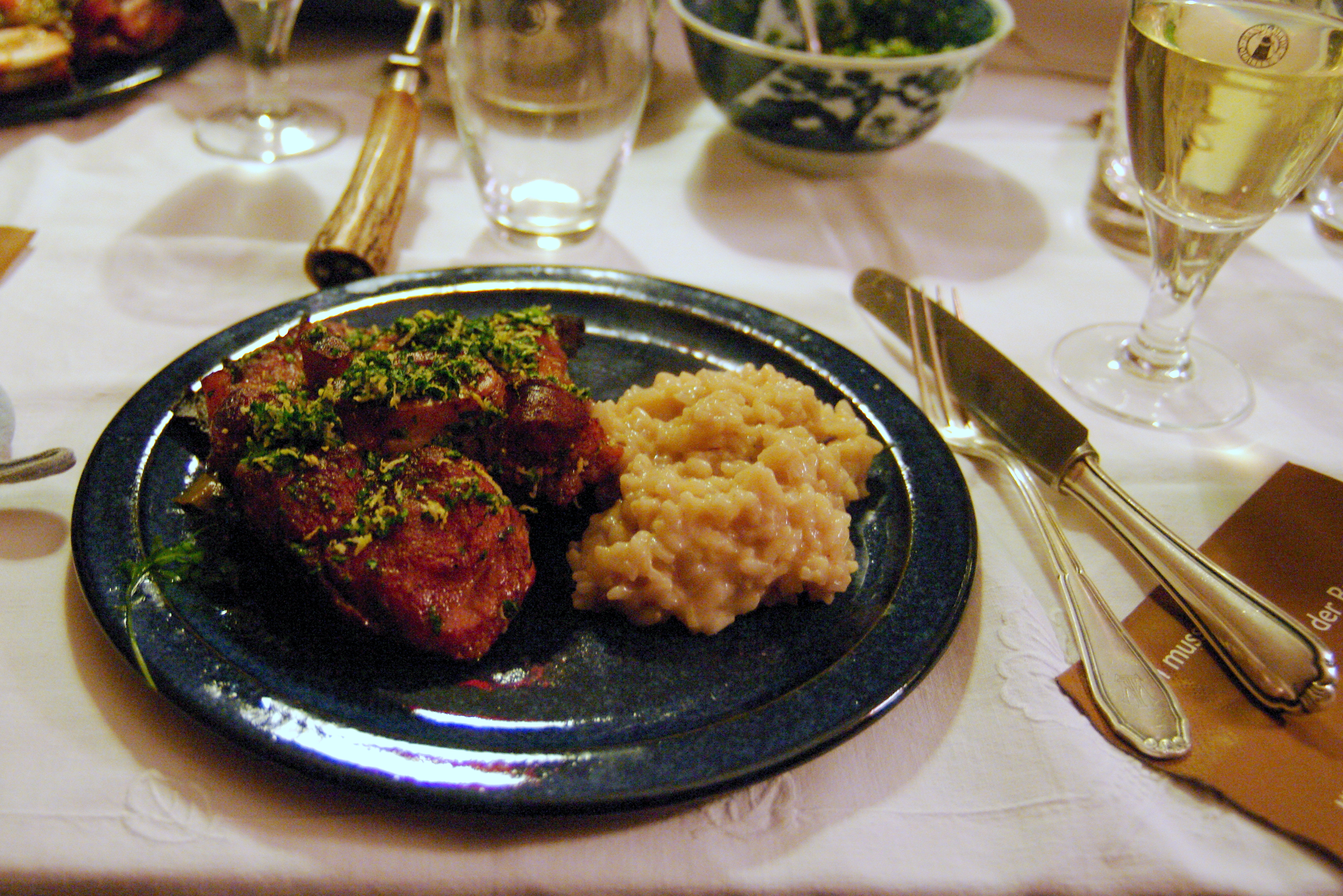
Ossobuco servit amb risotto

L'ossobuco (ínsubre: oss bus en ortografia clàssica o escrit com òs büüs) que en italià significa os buit és un tall de carn bovina amb el qual es fa un plat típic de la gastronomia milanesa.

## Preparació
Hi ha diverses maneres de preparar aquest plat. Es pot servir com a segon plat o com a plat únic acompanyat del risotto al zafferano (safrà). La part destinada a ser cuinada prové de la tíbia o el fèmur de la vedella i mostra el moll de l'os i fa de 4 a 5 cm de gruix. El tall més apreciat per a la recepta és la part entre genoll i cuixa de les potes posteriors del vedell. Part integrant de la recepta milanesa és la gremolada, feta d'all i julivert.